# سازاوا (ناحیه وستی ناد اورلیتسی)
سازاوا (به چکی: Sázava) یک منطقهٔ مسکونی در جمهوری چک است که در ناحیه اوستی ناد اورلیتسی واقع شده‌است. سازاوا ۵٫۶۶ کیلومتر مربع مساحت و ۵۶۵ نفر جمعیت دارد و ۳۶۵ متر بالاتر از سطح دریا واقع شده‌است.